# Jorge Pellicena
Jorge Pellicena Morer. Jugador de voleibol español.

## Trayectoria
Nació en Zaragoza el 30 de agosto de 1994. Mide 1,80 metros de altura y pesa 77 kg. Juega de líbero. Formado en la cantera del Club Voleibol Zaragoza, debutó con el primer equipo el 19 de marzo de 2011. Desde la temporada 2011-12  forma parte del Club Voleibol Zaragoza de la Superliga masculina. En la temporada 2012-13, fue nombrado mejor líbero de la 9.ª Jornada.